# Jiuhe, Guangdong
Jiuhe är en köping i sydöstra Kina. Den ligger i Zijin härad i staden Heyuan i provinsen Guangdong, omkring 190 kilometer öster om provinshuvudstaden Guangzhou. Antalet invånare är 18 885. Befolkningen består av 9 602 kvinnor och 9 283 män. Barn under 15 år utgör 28,0 %, vuxna 15-64 år 58 %, och äldre över 65 år 13,0 %.